# William E. Moerner
William Esco Moerner (även W.E. Moerner), född 24 juni 1953 i Pleasanton i Kalifornien, är en amerikansk fysiker och kemist. 2014 tilldelades han Nobelpriset i kemi tillsammans med Eric Betzig och Stefan Hell "för utveckling av superupplöst fluorescensmikroskopi".
Moerner studerade vid Washington University där han avlade bachelorexamen i flera huvudämnen samtidigt 1975 (Bachelor of Science, B.S. i fysik, B.S. i elektroteknik och A.B. i matematik) och fortsatte sedan till forskarutbildning i fysik vid Cornell University där han avlade en masterexamen (Master of science, M.S.) 1978 och Ph.D.-examen 1982. Han arbetade vid IBM Research 1981–1995, var därefter professor i fysikalisk kemi vid University of California, San Diego 1995–1998, och har därefter varit professor i kemi vid Stanford University sedan 1998.
Han har framför allt uppmärksammats för utveckling av enmolekyl-spektroskopi, men forskar även inom bland annat biofysik och nanoteknik.
Moerner är ledamot av American Academy of Arts and Sciences sedan 2001, av American Association for the Advancement of Science sedan 2004 och av The National Academy of Sciences sedan 2007. Han tilldelades Wolfpriset i kemi 2008 tillsammans med Allen Bard.

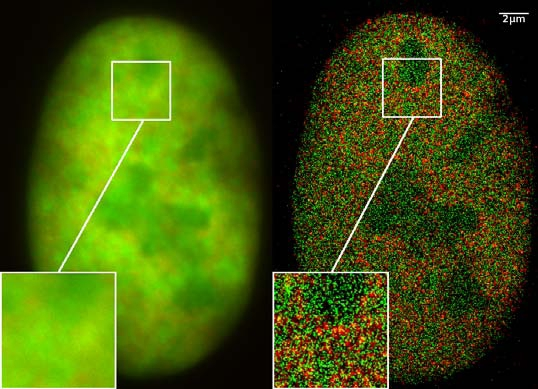
Superupplöst mikroskopifoto i två olika färgskalor.

## Priser och utmärkelser i urval
- National Winner of the Outstanding Young Professional Award, 1984[4]
- IBM Outstanding Technical Achievement Award for Single-Molecule Detection and Spectroscopy, 1992
- Wolfpriset i kemi, 2008[5]
- Irving Langmuir Award in Chemical Physics, 2009
- Pittsburgh Spectroscopy Award, 2012
- Peter Debye Award in Physical Chemistry, 2013[6]
- Nobelpriset i kemi, 2014